# 달구지

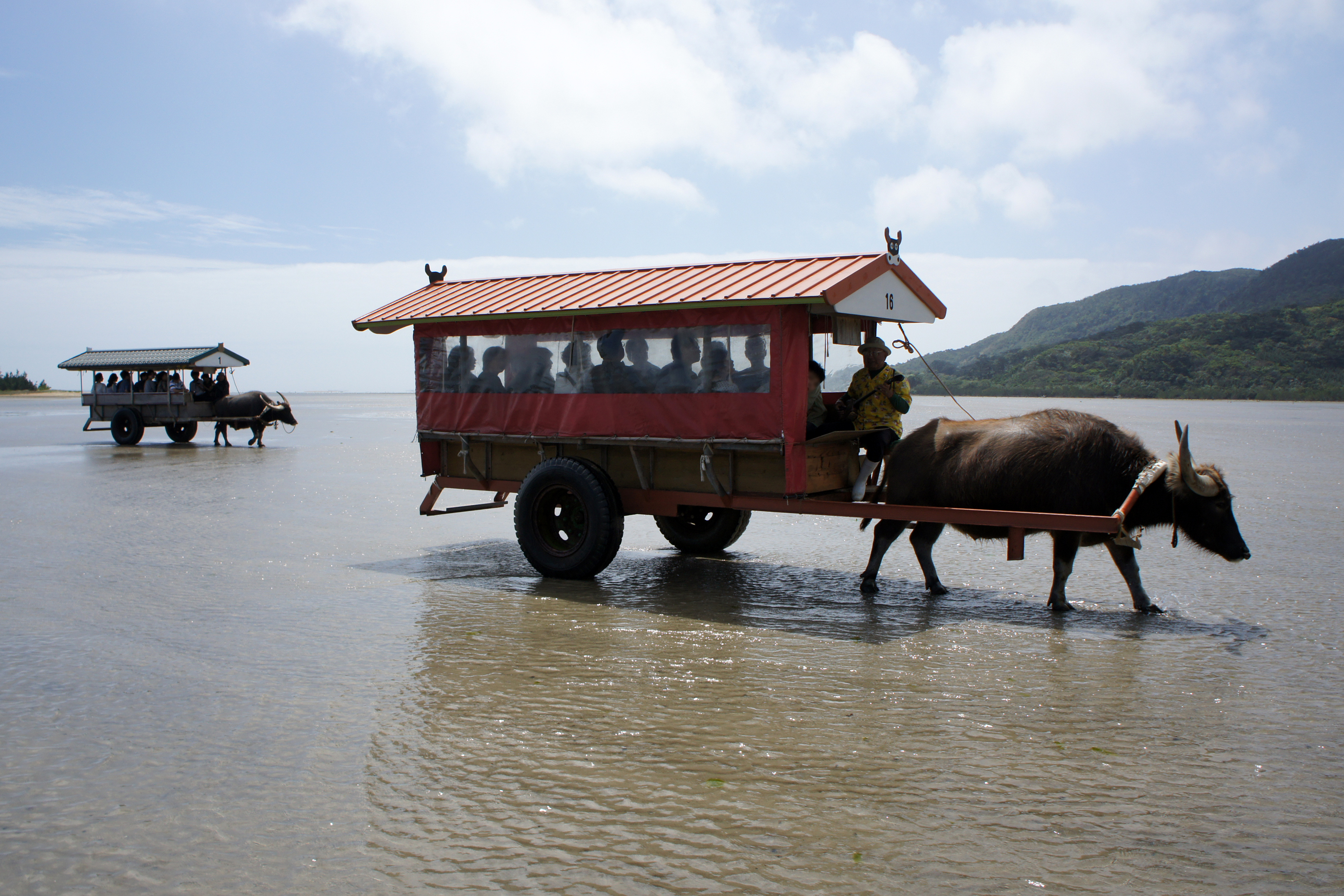
오키나와의 소달구지.

달구지는 소나 말이 끄는 짐수레를 말한다. 일반 수레와 모양은 같지만 사람이 끄는 것은 손수레라고 부른다.
소달구지는 우차(牛車), 말달구지는 마차(馬車)라고도 부르고 둘을 합쳐 우마차라고 한다.

## 역사
교통에 사용되는 바퀴의 발명은 유럽에서 처음 발생했을 가능성이 높다. 바퀴가 달린 차량의 증거는 기원전 제4천년기에 북캅카스와 중앙 유럽에서 거의 동시에 등장한다. 최초의 차량은 소달구지이다.

## 같이 보기
- 수레
- 손수레
- 마차